# Wenn die Abendglocken läuten (1951)
Wenn die Abendglocken läuten ist ein deutsches Liebesmelodram von Alfred Braun aus dem Jahr 1951.

## Handlung
Michael Storm und Rosemarie Brenda sind zusammen aufgewachsen. Sie planen schon als Jugendliche ihre gemeinsame Zukunft, auch wenn Lehrerssohn Michael gesellschaftlich nicht auf einer Stufe mit Gutsbesitzerstochter Rosemarie steht. Eines Tages rettet Michael die übermütige Rosemarie, als sie in den reißenden Mühlbach stürzt. Gutsherr Brenda zeigt sich erkenntlich, indem er dem musikalischen Michael ein Musikstudium finanziert. Das Studium bedeutet auch Abschied von Rosemarie, doch beide versprechen aneinander zu denken, wenn die Abendglocken läuten.
Michael besucht zunächst hin und wieder sein Heimatdorf, bleibt jedoch schließlich mehr als ein Jahr fern, da er sein Studium ernst nimmt. Er kehrt nach längerer Zeit anlässlich Rosemaries Geburtstag in sein Dorf zurück, auch wenn sein Vater ihm davon abrät, unangemeldet bei den Brendas zu erscheinen. Tatsächlich sorgt sein Besuch für wenig Freude. Rosemarie ist zwar glücklich, ihn zu sehen, doch haben ihre Eltern längst den reichen Nachbarn und ehemaligen Turnierreiter Albrecht Finke als zukünftigen Mann Rosemaries ausgewählt. Er soll der Familie nicht zuletzt aus der finanziellen Not helfen, die es ihr auch unmöglich macht, Michael weiterhin finanziell zu unterstützen. Der erkennt, dass er nicht willkommen ist, und verzichtet freiwillig auf jede weitere Unterstützung der Brendas. Bevor er geht, trifft er sich jedoch noch einmal mit Rosemarie, die ihn immer noch liebt. Sie küssen sich zum Abschied.
Michael verdient sich sein Geld für sein weiteres Studium nun, indem er in einer Tanzkapelle auftritt, die vor allem seine Kompositionen spielt. Dabei fallen diese Verlegersgattin Gloria Römer auf, die nicht nur Gefallen an den Kompositionen, sondern auch an Michael findet. Sie beginnt, die Musiker zu protegieren, doch kann Michael Rosemarie nicht vergessen. Eines Tages sucht ihn sein Vater auf und eröffnet ihm, dass Rosemarie Albrecht Finke heiraten wird. Michael ist enttäuscht. Rosemarie wiederum reagiert nicht glücklich, als ihr Finke einen Heiratsantrag macht. Als sie erkennt, dass ihre Eltern die Verbindung von langer Hand vorbereitet haben und sie an Finke „verkaufen“ wollen, reißt sie aus. Sie sucht Michael auf und würde bei ihm bleiben, wenn er sie denn liebe. In seiner Not verneint Michael. Weil Rosemarie den letzten Zug nach Hause verpasst, übernachtet sie bei Michael. Beide schlafen miteinander, bevor sie sich für lange Zeit trennen. Obwohl sie von Michael schwanger ist und die Hochzeit mit Finke absagen will, wird Rosemarie am Ende von ihrer Mutter zur Ehe gezwungen. Trost findet Rosemarie unter anderem in Michaels Lied Wenn die Abendglocken läuten, dessen Noten er ihr zur Hochzeit geschickt hat. Das Lied wird bald populär. Auch wenn Michael in der Welt herumreist, zum Star wird und zahlreiche Liebschaften hat, kann er Rosemarie nicht vergessen.
Nach vier Jahren kehrt er in sein Dorf zurück und besucht Rosemarie auf ihrem Gut, das sie mit Albrecht bewohnt. Sie versucht, ihre Gefühle zu verdrängen und Michael gegenüber kalt zu sein. Es ist Albrecht, der Michael freundlich entgegentritt. Am Ende drängt Rosemarie Michael zur schnellen Abreise – sie will verhindern, dass er ihre Tochter Eva zu Gesicht bekommt. Albrecht hat ihr Verhalten gezeigt, dass sie Michael immer noch liebt. Dies erleichtert ihm die Entscheidung, wieder an einem Reitturnier teilzunehmen. Er weiß, dass ein weiteres Turnier für ihn tödlich sein könnte, hat er aus dem Krieg doch einen Splitter nahe der linken Herzkammer behalten, der gewandert ist und nun nur noch einen Zentimeter vom Herzen entfernt liegt. Eine Operation lehnt er ab. Er gewinnt das Turnier, stirbt jedoch noch auf dem Feld. Michael hört von den Geschehnissen im Radio und sucht Rosemarie auf. Auch wenn sie zunächst meint, der Tote stünde nun noch stärker zwischen ihnen, als es Albrecht zu Lebzeiten getan habe, bittet sie ihn am Ende, bei ihr und dem Kind zu bleiben. Beide werden ein Paar.

## Produktion
Der Titel Wenn die Abendglocken läuten wurde von dem gleichnamigen Lied von Jean Villard übernommen. Als Filmstudio diente das Atelier Berlin-Tempelhof, die Außenaufnahmen entstanden in Berlin-Mariendorf, Berlin-Marienfelde und in Goslar.
Die Filmmusik schrieb Willy Schmidt-Gentner. Es spielt das Orchester Egon Kaiser, zu hören sind Kurt Reimann, Walter Hauck und die Schöneberger Sängerknaben. Das Szenenbild stammt von Gabriel Pellon und Hans-Jürgen Kiebach. Der Film kam am 21. Dezember 1951 per Massenstart ins Kino. Im Jahr 2006 erschien er im Rahmen der Reihe Filmpalast – Kinohits von gestern auf DVD.

## Kritik
Wenn die Abendglocken läuten kam bei den Kritikern noch etwas schlechter weg als die meisten Filme dieser Art. Kurt Heuser schrieb unter dem Titel Die Abendglocken des deutschen Films in der Zeitschrift Die Literatur, 1/1952, der Film sei ein „Gebräu aus Spekulation, Lüge und gestohlenen Wirkungen.“ Ihm sei übel, körperlich übel gewesen als habe er Fusel getrunken. Dabei, so Heuser weiter, würden nicht nur „Kapazität und Begabung dieses Personals ausreichen“, sondern mehr noch würden alle darauf brennen, gute Filme zu machen. „Trotzdem die Abendglocken? Was ist los?“
Der Spiegel schrieb 1952, dass „Georg Krause […] überbelichtete Gesichter [fotografierte], die wie Kalkwände aussehen. Ein Fest der Tränen, zu dem der Verleih in Berlin die Presse vorsichtshalber nicht einlud.“
Für den film-dienst war es „sentimentaler Edelkitsch im Gartenlaube-Stil inszeniert. Auch die verlogene Moral und die angestaubten sozialen Ansichten zeugen von einem hoffnungslos veralteten Film.“ „Bei so viel Kitsch läuten die Alarmglocken“, schrieb auch Cinema.